# Bose Kaffo
Bose Kaffo (* 14. November 1972 in Surulere) ist eine nigerianische Tischtennisspielerin mit internationaler Karriere seit den 1980er Jahren. Bei afrikanischen Kontinentalturnieren gewann sie mehrere Medaillen, zudem nahm sie bis heute (2017) an zwölf Weltmeisterschaften sowie an fünf Olympischen Spielen teil.

## Werdegang
Zahlreiche Erfolge erzielte Bose Kaffo bei Afrikameisterschaften, an denen sie mindestens fünfmal teilnahm. Zehnmal holte sie Gold, nämlich 1990, 1994 und 1998 im Einzel, im Doppel 1988 (mit Kuburat Owolabi) und 1998 (mit Atisi Owoh), im Mixed 1988 (mit Titus Omotara) und 1994 (mit Sule Olaleye) sowie 1988, 1994 und 2007 mit der nigerianischen Mannschaft. Dazu kommen noch drei Silbermedaillen. Zwölf Siege errang sie bei den African Games, bei denen sie mindestens fünfmal vertreten war. 1987, 1991, 1995, 1999 und 2003 gewann sie jedes Mal den Teamwettbewerb. Am erfolgreichsten war sie hier 1995, als sie in allen vier Disziplinen erste wurde: Im Einzel, im Doppel mit Funke Oshonaike, im Mixed mit Sule Olaleye sowie mit der Mannschaft.
Bis heute (2017) wurde Bose Kaffo zwölfmal für Weltmeisterschaften nominiert (1987, 1989, 1991, 1993, 1995, 1999, 2001, 2003, 2004, 2006, 2007, 2008), kam dabei jedoch nie in die Nähe von Medaillenrängen. Ebenso chancenlos war sie seit 1992 (bis 2008) bei den fünf Olympischen Spielen.
Anfang der 1990er Jahre spielte Bose Kaffo zwei Jahre lang in Italien für Vereine in Messina und Cagliari.